# Matthew Gribble
Matthew Gribble (Houston, Estados Unidos, 28 de marzo de 1962-Miami, 21 de marzo de 2004) fue un nadador estadounidense especializado en pruebas de estilo mariposa, donde consiguió ser campeón mundial en 1982 en los 4x100 metros estilos.

## Carrera deportiva
En el Campeonato Mundial de Natación de 1982 celebrado en Guayaquil (Ecuador), ganó la medalla de oro en los relevos de 4x100 metros estilos, nadando el largo de mariposa, con un tiempo de 3:40.84 segundos, que fue récord del mundo, por delante de la Unión Soviética (plata con 3:42.86 segundos) y Alemania del Oeste (bronce con 3:44.78 segundos).